# Kalifornischer Flieder

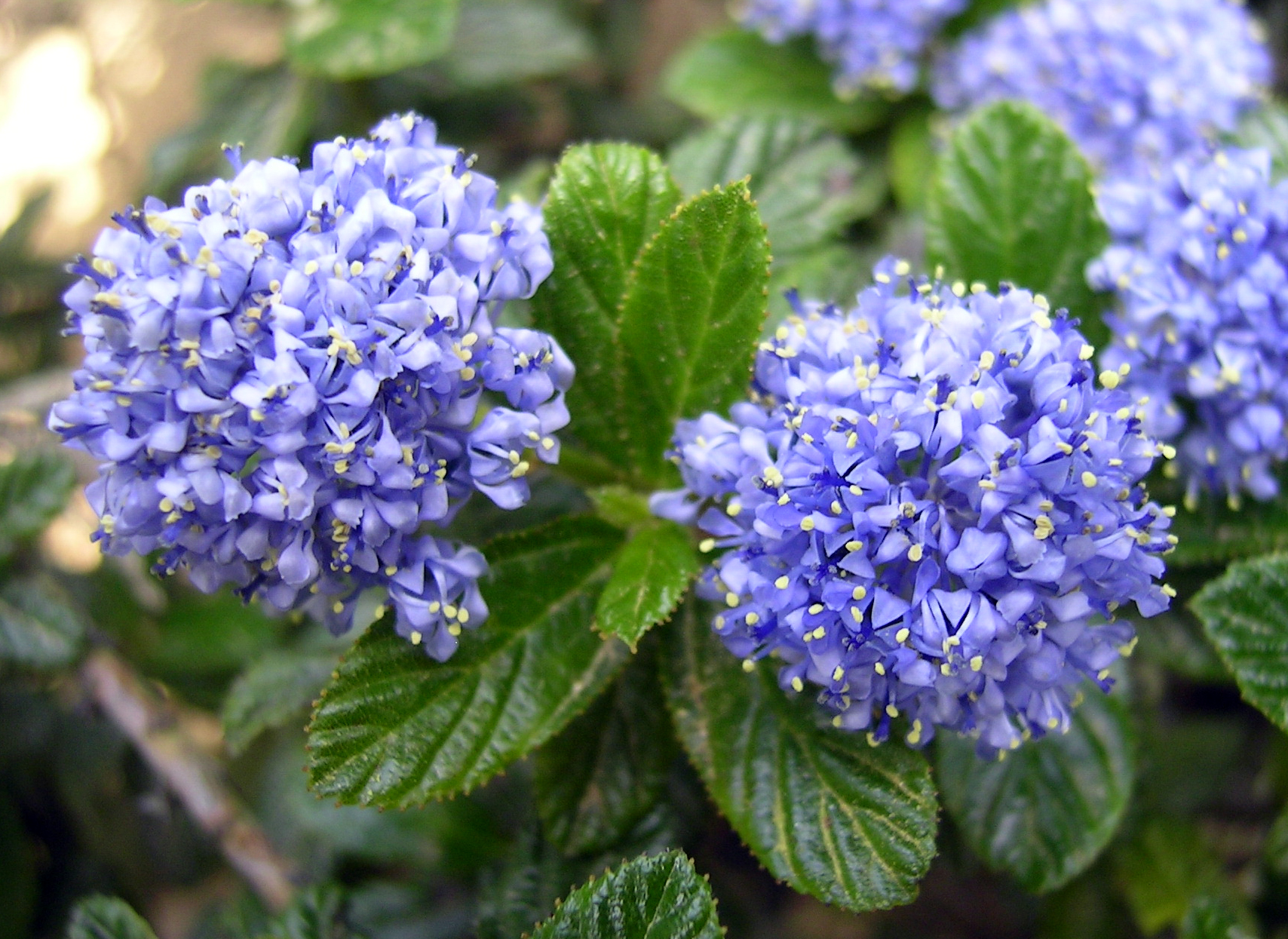
Laubblätter und Blütenstände von Ceanothus thyrsiflorus var. repens mit Blüten im Detail

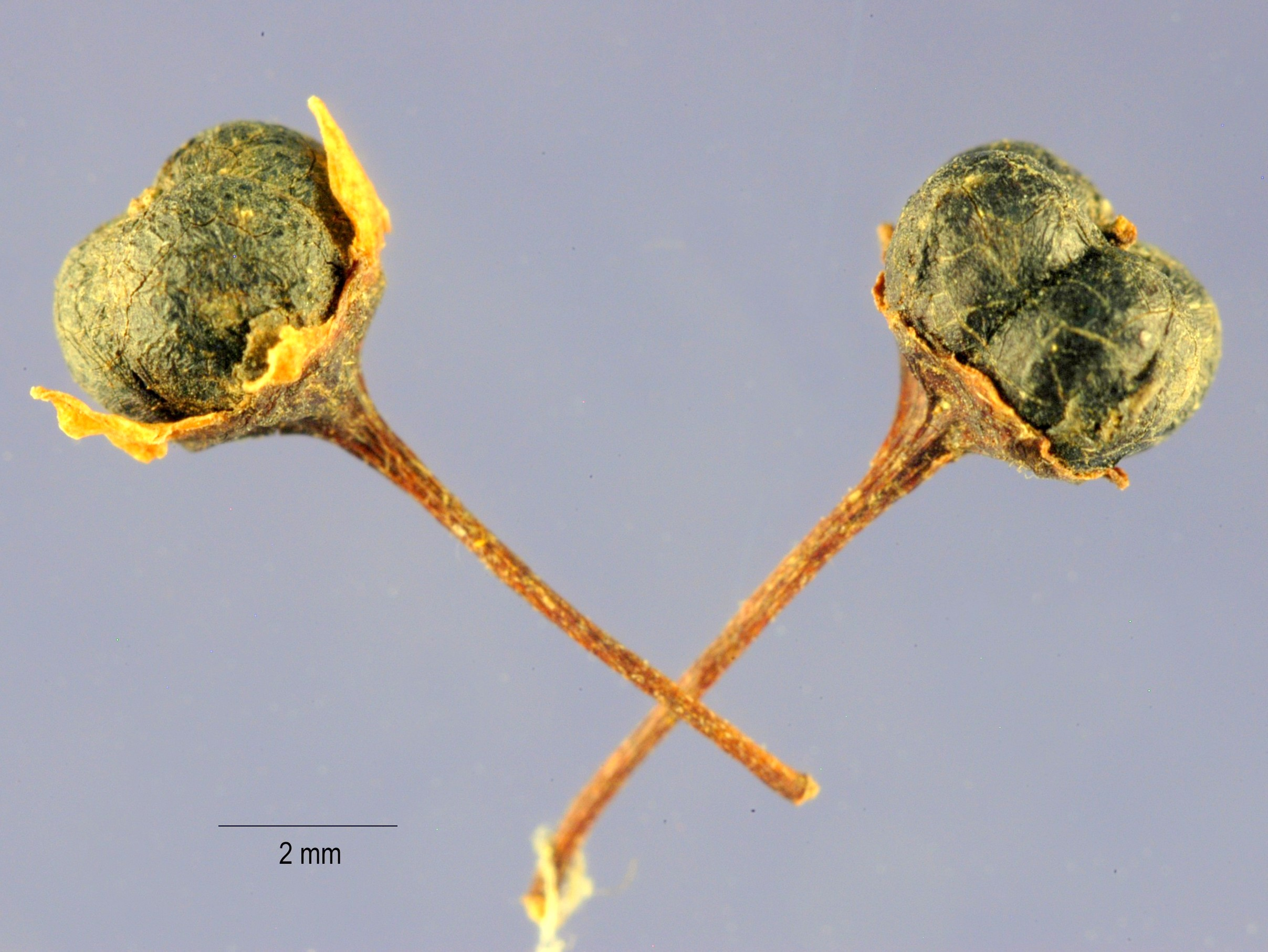
Frucht

Der Kalifornische Flieder (Ceanothus thyrsiflorus) ist eine Pflanzenart aus der Gattung der Säckelblumen (Ceanothus) innerhalb der Familie der Kreuzdorngewächse (Rhamnaceae). Das natürliche Verbreitungsgebiet der Art liegt in Kalifornien.

## Beschreibung

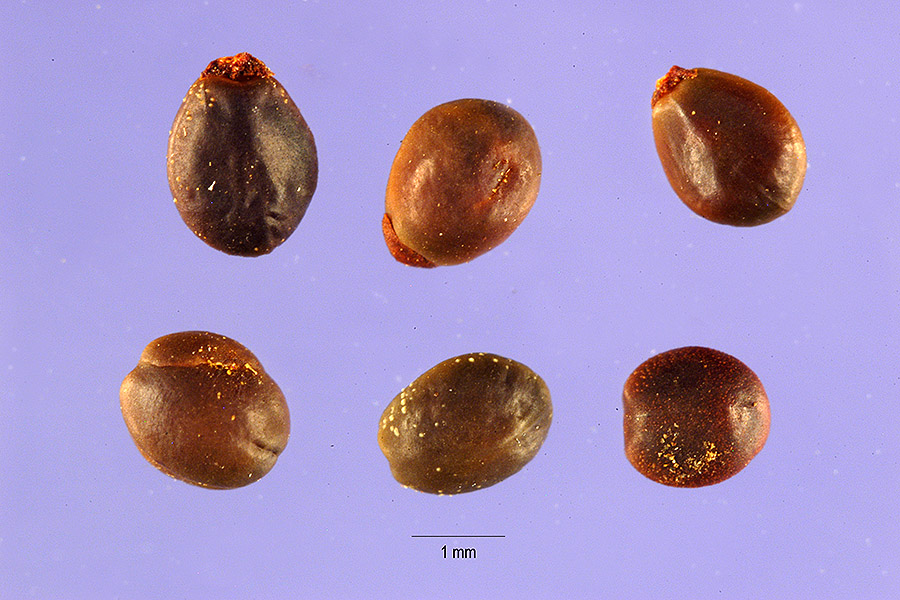
Samen

Der Kalifornische Flieder wächst als immergrüner Strauch mit Wuchshöhen von bis über 12 Metern und mit einem Stammdurchmesser bis zu 35 Zentimeter. An windexponierten Standorten wird der Kalifornische Flieder nur 0,3 bis 0,6 Meter hoch, blüht und fruchtet allerdings trotzdem. Er teilt sich schon in einer Höhe von 1,5 bis 2,0 Metern in mehrere Stämme auf. Die Borke ist dünn mit einer rotbraunen Oberfläche, welche in Schuppen geschichtet ist.
Die einfachen und gestielten Laubblätter sind wechselständig. Die eiförmigen bis verkehrt-eiförmigen oder elliptischen, stumpfen bis abgerundeten, seltener spitzen Blätter sind drüsig gezähnt bis gesägt. Die Blätter sind unterseits heller, leicht behaart bis fast kahl, oberseits sind sie dunkelgrün. Die Nervatur ist dreizählig. Die Nebenblätter sind abfallend.
Die Blütezeit liegt im Frühjahr. Es werden vielblütige Thyrsen mit trugdoldigen oder schirmrispigen Gruppen gebildet. Die duftenden, gestielten, zwittrigen Blüten sind fünfzählig mit doppelter Blütenhülle. Es ist ein flacher Blütenbecher vorhanden. Die fünf kleinen, dreieckigen, eingebogenen Kelch- und die Kronblätter sind blau oder weiß. Die Kronblätter sind lang genagelt und kapuzenförmig. Die fünf etwas vorstehenden Staubblätter sind kurz. Der dreikammerige Fruchtknoten ist halbunterständig mit drei kurzen, genäherten Griffeln und kopfigen Narben. Es ist ein Diskus vorhanden.
Es werden kleine, schwarze, drüsig-klebrige, etwa rundliche, dreisamige, -lappige, bis 4 Millimeter große Kapselfrüchte mit beständigem Blütenbecher gebildet.

## Ökologie
Wie alle Säckelblumen-Arten lebt der Kalifornische Flieder in Symbiose mit Luftstickstoff bindenden Frankia-Bakterien, was als Aktinorrhiza bezeichnet wird.

## Vorkommen
Der Kalifornische Flieder kommt an schattigen Hügeln, Waldrändern oder Bächen Westkaliforniens vor. Die größten Exemplar gedeihen in den Regionen des Küstenmammutbaums (Sequoia sempervirens), oft gemeinsam mit der Douglasie (Pseudotsuga menziesii), Weiden- (Salix) und Eichen-Arten (Quercus).

## Entdeckung
Ceanothus thyrsiflorus wurde 1816 von Johann Friedrich Eschscholtz während der Weltumseglung der Rurik-Expedition entdeckt.

## Systematik
Die Erstbeschreibung von Ceanothus thyrsiflorus erfolgte 1826 durch Johann Friedrich Eschscholtz in Mémoires de l'Académie Imperiale des Sciences de St. Pétersbourg. Avec l'Histoire de l'Académie, Band 10, 2, S. 285, dort unter der Bezeichnung „thyrsiflora“.
Von Ceanothus thyrsiflorus gibt es zwei Varietäten:
- Ceanothus thyrsiflorus var. repens McMinn
- Ceanothus thyrsiflorus Eschsch. var. thyrsiflorus

## Nutzung
Das Holz ist ziemlich weich mit hellbraunem Kernholz und dünnem, dunklerem Splintholz. Der Kalifornische Flieder wurde 1837 als Zierpflanze in das Vereinigte Königreich eingeführt, allerdings bald durch andere Hybride verdrängt.

## Sonstiges
Aus den jungen Blättern lässt sich durch Quetschen Salicylsäuremethylester (Wintergrünöl) extrahieren.